# Arauzo de Torre
Arauzo de Torre è un comune spagnolo di 77 abitanti situato nella comunità autonoma di Castiglia e León.